# Arctotheca
Arctotheca là một chi thực vật có hoa trong họ Cúc (Asteraceae).

## Loài
Chi Arctotheca gồm các loài:
- Arctotheca calendula (L.) Levyns — Cape Provinces, Free State, KwaZulu-Natal, Lesotho[4]
- Arctotheca forbesiana K.Lewin — Cape Provinces[5]
- Arctotheca marginata Beyers — Northern Cape[6]
- Arctotheca populifolia (P.J.Bergius) Norl. — Cape Provinces, KwaZulu-Natal, Mozambique[7]
- Arctotheca prostrata Britten — Cape Provinces, Namibia[8]